# La politica e la lingua inglese
La politica e la lingua inglese (Politics and the English Language) è un saggio di George Orwell, pubblicato nel 1946, nel quale critica l'imprecisione e la bruttezza della lingua inglese a lui contemporanea.
Orwell diceva che la prosa politica era pensata "per rendere veritiero il suono delle bugie e rispettabile un delitto, dando aspetto di consistenza al puro vento". Orwell pensava che il linguaggio usato fosse necessariamente vago o privo di senso, perché era teso a nascondere la verità, più che ad esprimerla. Questa prosa oscura aveva "contagiato" anche coloro che non avevano intenzione di nascondere la verità ed essa celava i pensieri dello scrittore a se stesso ed agli altri. 
Orwell raccomandava invece il Plain English.

## Estratti e analisi

### Cause e caratteristiche della scrittura poco chiara
Orwell riferì quella che credeva essere una stretta associazione tra cattiva prosa ed ideologia disumana:
Si consideri ad esempio un agiato professore inglese che difende il totalitarismo russo. Non potrà dire apertamente "credo che si possa uccidere i propri nemici, se facendo ciò si ottengono buoni risultati".
Probabilmente, dunque, dirà qualcosa di simile a questo:
Mentre liberamente concediamo che il regime Sovietico presenti alcune caratteristiche che l'umanità può essere incline a deplorare, noi dobbiamo, penso, concordare che una determinata riduzione del diritto politico dell'opposizione è un'inevitabile concomitanza dei periodi di transizione e il rigore con il quale la popolazione russa è stata chiamata a sottoporsi è stato ampiamente giustificato dai risultati concreti ottenuti in tale ambiente.

Lo stile gonfiato è una sorta di eufemismo. Un ammasso di parole latine cade sui fatti come soffice neve, sfumando i contorni e coprendo tutti i dettagli. Il grande nemico del linguaggio pulito è la falsità. Quando c'è una differenza tra il vero e gli obiettivi dichiarati, si fa istintivamente riferimento a paroloni e ad idiomi esausti, in modo da intorbidare le acque come fa la seppia col suo inchiostro.
Secondo Orwell questo declino si autososteneva. Il linguaggio incerto si diffondeva per imitazione, rinforzando così l'effetto della sua causa politica ed economica originale. Questa pigrizia mentale ha reso più facile farla franca senza preoccuparsi delle cose opportune.
Un uomo può cominciare a bere perché si sente un fallito, e dopo fallisce completamente perché beve [...] L'inglese [...] diventa minaccioso e impreciso perché i nostri pensieri sono sciocchi, ma la negligenza della nostra lingua ci aiuta ad avere pensieri sciocchi.

### La "traduzione" dell'Ecclesiaste
Per dare un esempio di quello che descrive, Orwell "traduce" l'Ecclesiaste 9:11 -
Ho visto anche sotto il sole che non è degli agili la corsa, né dei forti la guerra e neppure dei sapienti il pane e degli accorti la ricchezza e nemmeno degli intelligenti il favore, perché il tempo e il caso raggiungono tutti.
- con un "inglese moderno della peggior specie",
Le considerazioni obiettive del fenomeno contemporaneo forzano la conclusione che il successo o il fallimento nelle attività competitive non presentano alcuna tendenza ad essere commisurate con capacità innate, ma che un elemento considerevole come l'imprevedibilità deve essere sempre preso in considerazione.
La preside della moglie alla Scuola di San Cipriano (St. Cyprian's School), Cicely Vaughan Wilkes (soprannominata Flip, impertinente), insegnò ad Orwell l'inglese ed usò lo stesso metodo per illustrare ai suoi allievi la corretta scrittura.
Voleva usare semplici passaggi dalla Bibbia di re Giacomo e poi "tradurli" in un inglese più semplice per mostrare la trasparenza e la brillantezza della versione originale. Walter John Christie, che seguì Orwell ad Eton, scrisse che lei predicava le virtù della "semplicità, onestà e di scansare la verbosità", sottolineando che le qualità più pregiate di Flip si potranno constatare negli scritti successivi di Orwell.

### Il rimedio delle Sei Regole
Orwell diceva che per i suoi contemporanei era facile scivolare nella cattiva scrittura ed essere tentati di usare frasi senza senso o banali. In particolare sono sempre pronti a formare i pensieri dello scrittore e a risparmiarsi la seccatura di pensare o di scrivere in modo chiaro. Conclude affermando che il progresso della cattiva scrittura, tuttavia, è reversibile ed offre al lettore sei regole che lo aiuteranno ad evitare la maggior parte degli errori negli esempi di scrittura semplice, grazie all'articolo che Orwell dà in precedenza
1. Non usate mai una metafora, una similitudine, o un'altra figura retorica che si è soliti veder pubblicata.
2. Non usate mai una parola lunga laddove va bene una parola più corta.
3. Se è possibile eliminare una parola, eliminatela.
4. Non usate la forma passiva quando potete usare quella attiva.
5. Non usate mai una parola straniera, un termine scientifico o gergale se potete pensare a un equivalente nella lingua d'ogni giorno.
6. Infrangete una qualsiasi di queste regole se vi portano a scrivere qualcosa di assolutamente ignobile.

La sesta regola di Orwell afferma che lo scrittore dovrebbe infrangere le regole precedenti quando ciò è necessario per esporre una frase corretta. Inoltre, lo scrittore non dovrebbe utilizzare la lingua per manipolare o raggirare il lettore.
John Rodden sostiene, dato che gran parte del lavoro di Orwell era polemico, che qualche volta ha violato queste regole ed Orwell stesso ammette di aver violato alcune di esse nello stesso saggio dove sono state inserite.

## Sintesi
Orwell critica le abitudini di cattiva scrittura che si è diffusa per imitazione. Sostiene che gli scrittori vogliono liberarsi di queste abitudini per pensare con maggior chiarezza a quello che dicono, perché il pensare chiaramente è un passo necessario verso la rigenerazione politica.
Orwell sceglie cinque esempi di testo, da Harold Laski ("cinque negativi in 53 parole"), Lancelot Hogben (metamorfosi miste), un saggio sulla psicologia in Politics ("semplicemente senza significato"), un opuscolo comunista ("un accumulo di frasi stantie") e la lettera di un lettore nel Tribune ("parole e significati si sono separati"). Da questi, Orwell identifica un "catalogo di trucchi e contorsioni" che classifica come "Metafore Morenti", "Operatori o falsi usi verbali", "Stile pretenzioso" e "Parole senza significato".
Orwell nota che gli scrittori di prosa moderna tendono a non scrivere in termini concreti, ma utilizzano un "pretenzioso stile latinizzato", e confronta un testo biblico originale con una parodia in "inglese moderno" per mostrare cosa intende. Gli scrittori trovano sia più facile mettere insieme lunghe sequenze di parole piuttosto che selezionare parole specifiche per il loro significato. Questo è particolarmente vero nella scrittura politica, nella quale Orwell nota che "l'ortodossia... sembra chiedere uno stile imitativo e privo di vita". La lingua scritta e parlata della politica è generalmente costruita in difesa dell'indifendibile,  il che porta ad uno stile ampolloso ed eufemistico. Il pensiero corrompe la lingua, e la lingua corrompe il pensiero. Orwell suggerisce sei regole elementari che, se seguite, possono evitare il tipo di errori che illustra anche se "si potrà rispettarle tutte e continuare a scrivere in un cattivo inglese".
Orwell mette in chiaro che egli non ha "considerato qui l'uso letterario della lingua, ma la lingua come mero strumento per esprimere il pensiero e non per nasconderlo". Egli riconosce anche la propria insufficienza ed afferma: "Provate a rileggere questo articolo e sicuramente troverete che anch'io ho ripetutamente commesso gli stessi errori contro i quali protesto".

## Pubblicazioni
Politics and the English Language fu pubblicato ad aprile del 1946 sulla rivista Horizon (volume 13, pubblicazione 76, pagine 252-265).
Dal momento della morte della moglie (marzo 1945) Orwell lavorò instancabilmente, producendo circa 130 contributi letterari, molti dei quali lunghi. Ad agosto 1945 era stato pubblicato La fattoria degli animali e Orwell viveva un momento di successo letterario commerciale e di critica. Si ammalò gravemente a febbraio e fu dispiaciuto di doversi spostare da Londra a Jura, dove volle iniziare a lavorare a 1984.
In Italia il saggio è stato pubblicato nel 2013, con il titolo "La politica e la lingua inglese", all'interno dell'edizione ampliata di "Nel Ventre Della Balena", da RCS Libri S.pA.
Un'altra versione di "La politica e la lingua inglese" è all'interno di "Letteratura palestra di libertà", pubblicato da Mondadori negli Oscar Classici moderni, a cura di G. Bulla.